# Carey Bell
Carey Bell Harrington (ur. 14 listopada 1936 w Macon, zm. 6 maja 2007 w Chicago) – amerykański muzyk specjalizujący się w grze na harmonijce diatonicznej, jeden z najważniejszych przedstawicieli bluesa chicagowskiego.
Bell początkowo pragnął grać na saksofonie, jednak jego dziadek kupił mu znacznie tańszą harmonijkę. W wieku 13 lat muzyk zaczął zawodowo występować ze swoim ojcem chrzestnym. 12 września 1956 obaj przeprowadzili się do Chicago, aby ułatwić młodemu muzykowi dalszy rozwój. Wkrótce dwudziestolatek zaprzyjaźnił się z Little Walterem, który udzielał mu rad dotyczących gry. Bell pobierał lekcje u Sonny'ego Boya Williamsona II oaz Big Walter Hortona. W latach 70. wstąpił w szeregi Chicago Blues All-Stars.
Carey Bell zmarł na atak serca 6 maja 2007.

## Dyskografia
Carey Bell nagrał następujące albumy:
- Carey Bell's Blues Harp
- Last Night
- Heartaches and Pains
- Son of a Gun
- Harpslinger
- Dynasty!
- Mellow Down Easy
- Harpmaster
- Goin' on Main Street
- Carey Bell's Blues Harp
- Deep Down
- Good Luck Man
- Brought up the Hard Way